# لی لو گارک
لی لو گارک (انگلیسی: Léa Le Garrec؛ زادهٔ ۹ ژوئیهٔ ۱۹۹۳) بازیکن فوتبال اهل فرانسه است.
از باشگاه‌هایی که در آن بازی کرده‌است می‌توان به باشگاه فوتبال زنان پاری سن ژرمن اشاره کرد.
وی همچنین در تیم‌های ملی فوتبال زنان فرانسه، و زنان فرانسه، و زنان فرانسه، و زنان فرانسه، بازی کرده‌است.